# Myiobius atricaudus
La moscareta colinegra (Myiobius atricaudus), también denominada atrapamoscas colinegro (Colombia, Venezuela) o mosquerito colinegro (Costa Rica), es una especie de ave paseriforme de la familia Tityridae perteneciente al género Myiobius. Habita en América del Sur y Central.

## Descripción
Mide 12,5 a 13 cm. Se asemeja mucho con Myiobius barbatus con quien es sintópico en muchos lugares. Es verde oliva por arriba, el macho con una mancha amarilla oculta en la corona; rabadilla amarilla bien visible y cola negra (la más oscura de su género); garganta blanca y amarillo más uniforme por abajo con poco o ningún pardo. Cerdas largas alrededor del pico.

## Distribución y hábitat
Se encuentra en Brasil, Colombia, Costa Rica, Ecuador, Panamá, Perú y Venezuela.

Habita en todo tipo de florestas tropicales y subtropicales, secas y húmedas, prefiriendo la cercanía de agua. En la Amazonia prefiere matas inundables siendo substituido por M. barbatus en matas de tierra firme. Hasta los 1400 m s. n. m.

## Comportamiento
Presenta hábitos muy semejantes a M. barbatus, pero la relación ecológica entre las dos especies no está muy bien comprendida. Vive dentro de la mata, a baja altura, generalmente en pareja, donde se junta a bandadas mixtas del sotobosque. Exhibe su cola negra, abriéndola en abanico con frecuencia.

### Alimentación
Se alimenta de insectos que captura mientras se mueve por el follaje, agitado, abriendo la cola y bajando las alas sin cesar.

### Reproducción
Construye un nido suspendido en ramas entre 2 y 6 m del suelo, que consiste en una bolsa en formato de campana o algo piriforme, con entrada inferior lateral.

## Sistemática

### Descripción original
La especie M. atricaudus fue descrita por primera vez por el ornitólogo estadounidense George Newbold Lawrence en 1863 bajo el mismo nombre científico; localidad tipo «istmo de Panamá».

## Taxonomía
La subespecie portovelae algunas veces es agrupada con la nominal debido a similitudes en el plumaje y a los límites geográficos entre las dos estar pobremente definidos.

Otras clasificaciones, como el IOC y Zoonomen, sitúan este género en la familia Tityridae. Ya el CBRO (Comité Brasileño de Registro Ornitológicos) lo sitúa en una nueva familia Onychorhynchidae (Tello, Moyle, Marchese & Cracraft, 2009).

### Subespecies
Se reconocen 7 subespecies divididas en dos grupos, con su correspondiente distribución geográfica:
Grupo politípico atricaudus:
- Myiobius atricaudus atricaudus (Lawrence, 1863) - suroeste de Costa Rica hacia el sur hasta el oeste de Colombia.
- Myiobius atricaudus modestus (Todd, 1912) - localmente en el centro y este de Venezuela (norte de Bolívar).
- Myiobius atricaudus portovelae (Chapman, 1924) - oeste de Ecuador y noroeste del Perú.
- Myiobius atricaudus adjacens (J. T. Zimmer, 1939) - sur de Colombia, este de Ecuador, este del Perú, y oeste de Brasil al sur del Río Amazonas.
- Myiobius atricaudus connectens (J. T. Zimmer, 1939) - centro norte y noreste de Brasil al sur del Amazonas.
- Myiobius atricaudus snethlagei (Hellmayr, 1927) - costa del noreste de Brasil.

Y el grupo monotípico:
- Myiobius atricaudus ridgwayi (Berlepsch, 1888) - sureste de Brasil.